# Thabana Ntlenyana
Thabana Ntlenyana är ett berg i Lesotho. Det ligger i den östra delen av landet, 170 km öster om huvudstaden Maseru. Toppen på Thabana Ntlenyana är 3 482 meter över havet.
Terrängen runt Thabana Ntlenyana är kuperad åt nordväst, men åt sydost är den bergig. Thabana Ntlenyana är den högsta punkten i trakten. Trakten runt Thabana Ntlenyana är nära nog obefolkad, med mindre än två invånare per kvadratkilometer. Det finns inga samhällen i närheten. Trakten runt Thabana Ntlenyana består i huvudsak av gräsmarker.